# Buckland, Hertfordshire
Buckland är en ort och civil parish i Storbritannien.   Den ligger i grevskapet Hertfordshire och riksdelen England, i den sydöstra delen av landet, 50 km norr om huvudstaden London. Buckland ligger 141 meter över havet och antalet invånare är 285.
Terrängen runt Buckland är huvudsakligen platt. Buckland ligger uppe på en höjd. Runt Buckland är det tätbefolkat, med 286 invånare per kvadratkilometer. Närmaste större samhälle är Stevenage, 15,1 km sydväst om Buckland. Trakten runt Buckland består till största delen av jordbruksmark.